# Lloret Gaceta

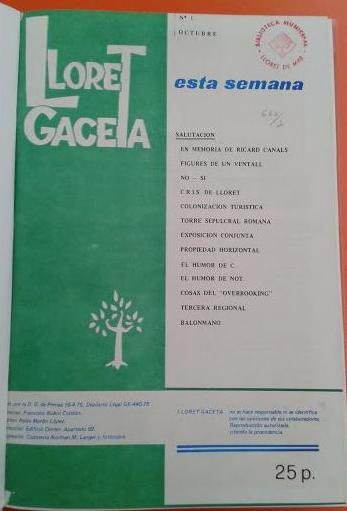
Lloret Gaceta, número 1

Lloret Gaceta va ser una publicació d'informació general de la Vila de Lloret de Mar, que va aparèixer l'octubre de 1975 (núm. 1) i es va publicar fins a l'any 2001 (núm. 773).

## Orígens i col·laboradors
El primer director va ser Francisco Rubio Cordón. La revista va ser impulsada, des dels seus inicis per Pedro Morón, un taxista instal·lat a Lloret, que va exercir de corresponsal de diversos diaris i que va ser editor de la revista i un dels col·laboradors habituals. La revista era mensual i es venia, en els seus inicis, per 25 pessetes. Altres col·laboradors habituals de la revista van ser: M. Assumpció Comas, Joan Domènech i Moner, Esteve Fàbregas Barri, Antoni Fàbregas Fradera, Lluís Feixes Bartrina, María José García Calavia, Amaranta Gibert Montero, Josep Maria Masses i Maria Pery, Maria Rosa Oliveras, Mossèn Narcís Ponsatí, Conxita Romaní Draper, Germinal Ros Martí, Maria Carmen Schilling, Núria Solé Dutre, Maria Teresa Torruella. La publicaió era bilingüe, en català i castellà.

## Aspectes tècnics
Primer va sortir amb un format molt modest, amb folis de multicopista cosits, feta a la Copisteria de Norman M. Langer de Lloret de Mar. La presentació va millorar molt a partir dels números 13 i 14, en què va passar a imprimir-se a Successors de Tipografia Carreras, de Girona. Després es va imprimir, successivamente al taller de l'impressor Albertí de Lloret i a Gràfiques Catalunya de Blanes. El format era de 21 per 30 centímetres.

## Localització
- Una col·lecció completa a la Biblioteca Carles Rahola de Girona[2]

- Una col·lecció incompleta (1975-1997) a la Biblioteca Municipal de Lloret de Mar[3]

## Consulta en línia
- Alguns anys (1975-1997) digitalitzats a /Servei d'Arxiu Municipal de Lloret de Mar Arxivat 2015-04-08 a Wayback Machine.